# Cupaniopsis fleckeri
Cupaniopsis fleckeri är en kinesträdsväxtart som beskrevs av Sally T. Reynolds. Cupaniopsis fleckeri ingår i släktet Cupaniopsis och familjen kinesträdsväxter. Inga underarter finns listade i Catalogue of Life.